# NGC 2677
NGC 2677 é uma galáxia espiral (S?) localizada na direcção da constelação de Cancer. Possui uma declinação de +19° 00' 37" e uma ascensão recta de 8 horas, 50 minutos e 01,3 segundos.
A galáxia NGC 2677 foi descoberta em 14 de Março de 1784 por William Herschel.